# Martine Delvaux
Martine Delvaux, née en 1968, est une femme de lettres québécoise. Professeure de littérature à l'Université du Québec à Montréal, elle est aussi essayiste et romancière,.

## Biographie
Voix incontournable du féminisme contemporain, la romancière et essayiste Martine Delvaux est née en 1968 dans la ville de Québec et a grandi dans l’Outaouais avant de vivre quelques années aux États-Unis et en Angleterre. Elle complète son doctorat en études de la littérature française à l’université du Michigan à la suite duquel elle obtient un poste de professeure au Royaume-Uni à l'université de Southampton.
Elle est présentement professeure au Département d’études littéraires de l'Université du Québec à Montréal et enseigne la littérature des femmes et les théories féministes. Son travail porte sur une déconstruction des clichés et des stéréotypes ainsi que de l'importance de la transmission d'une parole féministe.
Martine Delvaux est l’auteure de cinq romans publiés chez Héliotrope : C’est quand le bonheur ?, Rose amer, Les cascadeurs de l’amour n’ont pas droit au doublage, Blanc dehors et son tout dernier, Thelma, Louise & moi (sélection au Prix des libraires 2019),,,.
Comme essayiste, elle publie notamment Femmes psychiatrisées, femmes rebelles (Institut Synthélabo pour le progrès de la connaissance, 1998), Les filles en série : des Barbies aux Pussy Riot (Éditions du remue-ménage, 2013), Nan Goldin. Guerrière et gorgone (Éditions Héliotrope, 2014), Le monde est à toi (Éditions Héliotrope, 2017), le boys club (Grand Prix du livre de Montréal), ainsi que  Pompières et pyromanes (Éditions Héliothope, 2021) ,,,,,. En 2022, elle et Jennifer Bélanger font paraître Les allongées, aux Éditions Héliotrope.
En 2020, elle publie Je n’en ai jamais parlé à personne, une création documentaire réalisée à partir de témoignages reçus pendant la première vague #MoiAussi (#MeToo).
Martine Delvaux est également directrice de publication, notamment avec Valérie Lebrun et Laurence Pelletier pour le livre Sexe, amour et pouvoir : il était une fois... à l'université (Éditions du remue-ménage, 2015) et avec Isabelle Guimond et Monique Régimbald-Zeiber pour La fin et le début de l'histoire André-Line Beauparlant (Presses de l'Université de Montréal, 2019).
Elle a aussi signé de nombreux textes dans des collectifs et anthologies, notamment dans Femmes désirantes. Art, littérature, représentations (Éditions du remue-ménage, 2013), L’urgence de penser. 27 questions à la charte (Leméac, 2014), Risques et regrets : les dangers de l’épistolaire (Nota bene, 2015) ainsi que dans Ce qu'un jeune mari devrait savoir (Éditions Marchand de Feuilles, 2021).
Certains de ses livres sont parus, en anglais, chez Linda Leith edition et Between the Lines.

## Œuvres

### Romans et récits
- Ventriloquies, avec Catherine Mavrikakis, Montréal, Éditions Leméac, 2003, 189 p.  (ISBN 9782760965065)
- Échographies, Gatineau, Vents d'Ouest (éditeur), 2007, 119 p.  (ISBN 9782895371243)
- C'est quand le bonheur ?, Montréal, Éditions Héliotrope, 2007, 157 p.  (ISBN 9782923511061, 9782923511399 et 9782923511801)
- Rose amer, Montréal, Éditions Héliotrope, 2009, 143 p.  (ISBN 9782923511184, 9782923511405 et 9782923511924)
- Les Cascadeurs de l'amour n'ont pas droit au doublage, Montréal, Éditions Héliotrope, 2012, 169 p.  (ISBN 9782923511719, 9782923511733 et 9782923511740)
- Blanc dehors, Montréal, Éditions Héliotrope, 2015, 186 p.  (ISBN 9782923975689, 9782923975702 et 9782923975665)
- Le monde est à toi : lettre de mère en fille, Les Avrils, 2022, 144 p.  (ISBN 9782383110019)
- Ça aurait pu être un film, Montréal, Éditions Héliotrope, 2023, 328 p.  (ISBN 9782898221309)

### Essais
- Femmes psychiatrisées, femmes rebelles. De l'étude de cas à la narration autobiographique, Le Plessis-Robinson, Institut Synthélabo pour le progrès de la connaissance, Collection Les Empêcheurs de penser en rond, 1998, 281 p.  (ISBN 2843240328)
- Histoire de fantômes. Spectralité et témoignage dans les récits de femmes contemporains, Montréal, Presses universitaires de Montréal, coll. « Espace littéraire », 2006, 226 p.  (ISBN 9782760619906, 9782760619906, 9782760624474 et 9782760629875)
- Les Filles en série. Des Barbies aux Pussy Riot, Montréal, Éditions du remue-ménage, 2013, 224 p.  (ISBN 9782890914650)
- Nan Goldin. Guerrière et gorgone, Montréal, Éditions Héliotrope, coll. Série K., 2014, 109 p.  (ISBN 9782923975344, 9782923975320 et 9782923975337)
- Le monde est à toi, Montréal, Éditions Héliotrope, coll. Série K., 2017, 148 p.  (ISBN 978-2-924666-35-7, 9782924666364 et 9782924666371)
- Thelma, Louise et moi, Montréal, Éditions Héliotrope, 2018, 236 p.  (ISBN 9782924666555, 9782924666579 et 9782924666562)
- Le Boys Club, Montréal, Éditions du remue-ménage, 2019, 224 p.[14] (ISBN 9782890916852, 9782890916869, 9782890916845 et 2890916847)
- Je n'en ai jamais parlé à personne, Montréal, Éditions Héliotrope, 2020, 123 p.  (ISBN 9782898220128, 9782898220135, 9782898220098 et 2898220094)
- Pompières et pyromanes, Montréal, Éditions Héliotrope, 2021, n.p.  (ISBN 9782898220623 et 2898220620)
- Les allongées, Montréal, Éditions Héliotrope, 2022.150 p. (

### Direction de publications
- Poétiques de l'absence chez Marguerite Duras, sous la direction de Marie-Hélène Boucher, Eftihia Mihelakis et Martine Delvaux, Montréal : UQÀM, Figura, centre de recherche sur le texte et l'imaginaire, 2012, 120 p.  (ISBN 9782923907284)
- Sexe, amour et pouvoir : il était une fois... à l'université, sous la direction de Martine Delvaux, Valérie Lebrun et Laurence Pelletier, Montréal, Éditions du remue-ménage, 2015, 145 p.  (ISBN 9782890915251)
- Les oracles, Catrine Godin et Martine Delvaux (dir.), Québec, éditions Rhizome en coédition avec Transcultures, 2017, 119 p.  (ISBN 978-2-9813108-7-3)

- La fin et le début de l'histoire André-Line Beauparlant, Martine Delvaux, Isabelle Guimond, Monique Régimbald-Zeiber (dir.), Montréal, Presses de l'Université de Montréal, 2019, n.p.  (ISBN 9782760640320 et 2760640329)

### Traductions
- Rose amer = bitter rose, Traduction par David Homel, Westmount, Linda Leith Publishing Inc., 2015, 105 p.  (ISBN 9781927535561)
- Les Filles en série. Des Barbies aux Pussy Riot = Serial girls : from Barbie to Pussy Riot, Traduction par Susanne de Lotbinière-Harwood, Toronto, Between the Lines, 2016, 174 p.  (ISBN 9781771131858)
- Cascadeurs de l'amour n'ont pas droit au doublage = The last bullet is for you, Traduction par David Homel, Westmount, Linda Leith Publishing Inc., 2016, 125 p.  (ISBN 9781988130125 et 9781988130118)
- Nan Goldin. Guerrière et gorgone = Nan Goldin : the warrior medusa, Traduction par David Homel, Westmount, Linda Leith Publishing Inc., 2017, 83 p.  (ISBN 9781988130552)
- Blanc dehors = White out, Traduction par Katia Grubisic, Montreal, Linda Leith Publishing, 2018, 137 p.  (ISBN 9781773900018)

### Chapitre de livres, anthologies, collectifs et autres
- On the Impossibility of Being Contemporary in Arcan’s Folle. Dans A.-P. Durand et N. Mandel (dir.), Novels of the Contemporary Extreme. Continuum, Londres/New York, 2006, 192 p.  (ISBN 0826490883 et 9780826490889)
- Premières photos, dernières images : le cliché du saisissement. Dans E. Chapco, N. Côté, P. Dorrington et S. Petty (dir.). Expressions culturelles des francophonies, Montréal, Nota bene, 2008, 251 p.  (ISBN 9782895182986)
- L’égoïsme romantique de Frédéric Beigbeder. Dans A.-P. Durand (dir.). Frédéric Beigbeder et ses doubles, Amsterdam/New York : Rodopi, 2008, 208 p.  (ISBN 9789042024724)
- Charlotte Delbo : l’amitié. Dans D. Caron et S. Marquart (dir.). .), Les revenantes. Charlotte Delbo : la voix d’une communauté à jamais déportée, Toulouse, Presses de l’Université du Mirail, 2011, 232 p.  (ISBN 9782810701421)
- Autoportrait en militante. Dans Printemps spécial, Montréal, Héliotrope, 2012, n.p.  (ISBN 9782923975009)
- Quel désir désirer? Dans I. Boisclair et C. Dussault Frenette (dir.), Femmes désirantes. Art, littérature, représentations, Montréal, Éditions du remue-ménage, 2013, 324 p.  (ISBN 9782890914711)
- Les casseroles expliquées à ma fille. Dans M. Bonenfant, A. Gliden et M.-E. Lapointe (dir.), Le Printemps québécois. Une anthologie, Montréal, Écosociété, 2013, 332 p.  (ISBN 9782897190514)
- À vous. Dans J. Livernois et Y. Rivard (dir.), L’urgence de penser. 27 questions à la charte, Montréal, Leméac, 2014, 174 p.  (ISBN 9782760912205 et 9782760912205)
- Militantes féministes grévistes. Du Comité femmes de l’ASSÉ au Comité GGI de l’UQAM. Dans M. Ancelovici et F. Dupuis-Déri (dir.), Un printemps rouge et noir, Montréal, Écosociété, 2014, 375 p.  (ISBN 9782897191108, 9782897191115 et 9782897191122)
- La dernière lettre. Dans K. Schwerdtner, G. de Viveiros et W.M. Irvine (dir.), Risques et regrets : les dangers de l’épistolaire, Montréal, Nota bene, 2015, 270 p.  (ISBN 9782895185062)
- La littérature, les femmes, la rue. Dans Y. Barrette (dir.), Le Québec à l’heure des choix : regard sur les grands enjeux (t. 2), Montréal/Montpellier, Éditions Dialogue Nord-Sud, 2016, n.p.  (ISBN 9782924107263)
- Les hommes de Nelly Arcan. Dans I. Boisclair, C. Chung, J. Papillon et K. Rosso (dir.), Nelly Arcan. Trajectoires fulgurantes, Montréal, Éditions du remue-ménage, 2017, 309 p.  (ISBN 9782890915831, 9782890915848 et 9782890915855)
- En voyage, il n’y a que les lettres d’amour. Dans I. Keller-Privat et K. Schwerdtner (dir.), La lettre, trace du voyage à l’époque moderne et contemporaine, Paris, Presses universitaires de Paris Nanterre, 2018, n.p.  (ISBN 9782840163275)
- My most secret Julie Doucet. Dans J. Doucet (dir.), Dirty Plotte : The Complete Julie Doucet, Montréal, Drawn and Quaterly, n.p.  (ISBN 9781770463233)
- Ce qu'un jeune mari devrait savoir, une œuvre collective, avec Martine Delvaux, Mélodie Nelson, Léa Stréliski, Lili Boisvert, Ariane Lessard, Roseline Lambert, Véronique Grenier, Mikella Nicol, Jolène Ruest, Simon Boulerice, Heather O'Neill, Rose-Aimée Automne T. Morin, Patrick Watson, Coco Belliveau, Stella Adjokê, Martina Chumova, Eli Tareq El Bechelany-Lynch et Stéphanie Boulay, Montréal, Éditions Marchand De Feuilles, 2021. 300 p.  (ISBN 9782925059134)

## Prix, distinctions et nominations
- 2016 - Finaliste : Prix des libraires du Québec (Pour Blanc dehors)[15]
- 2016 - Finaliste : Prix du Gouverneur général (Pour Blanc dehors)[16]
- 2016 - Finaliste : Grand Prix du livre de Montréal (Pour Blanc dehors)[17]
- 2021 - Lauréate : Grand Prix du livre de Montréal (Pour Le boys club)[18]